# Zenodorus arcipluvii
Zenodorus arcipluvii är en spindelart som först beskrevs av Peckham, Peckham 1901.  Zenodorus arcipluvii ingår i släktet Zenodorus och familjen hoppspindlar. Inga underarter finns listade i Catalogue of Life.